# François-Henri Désérable

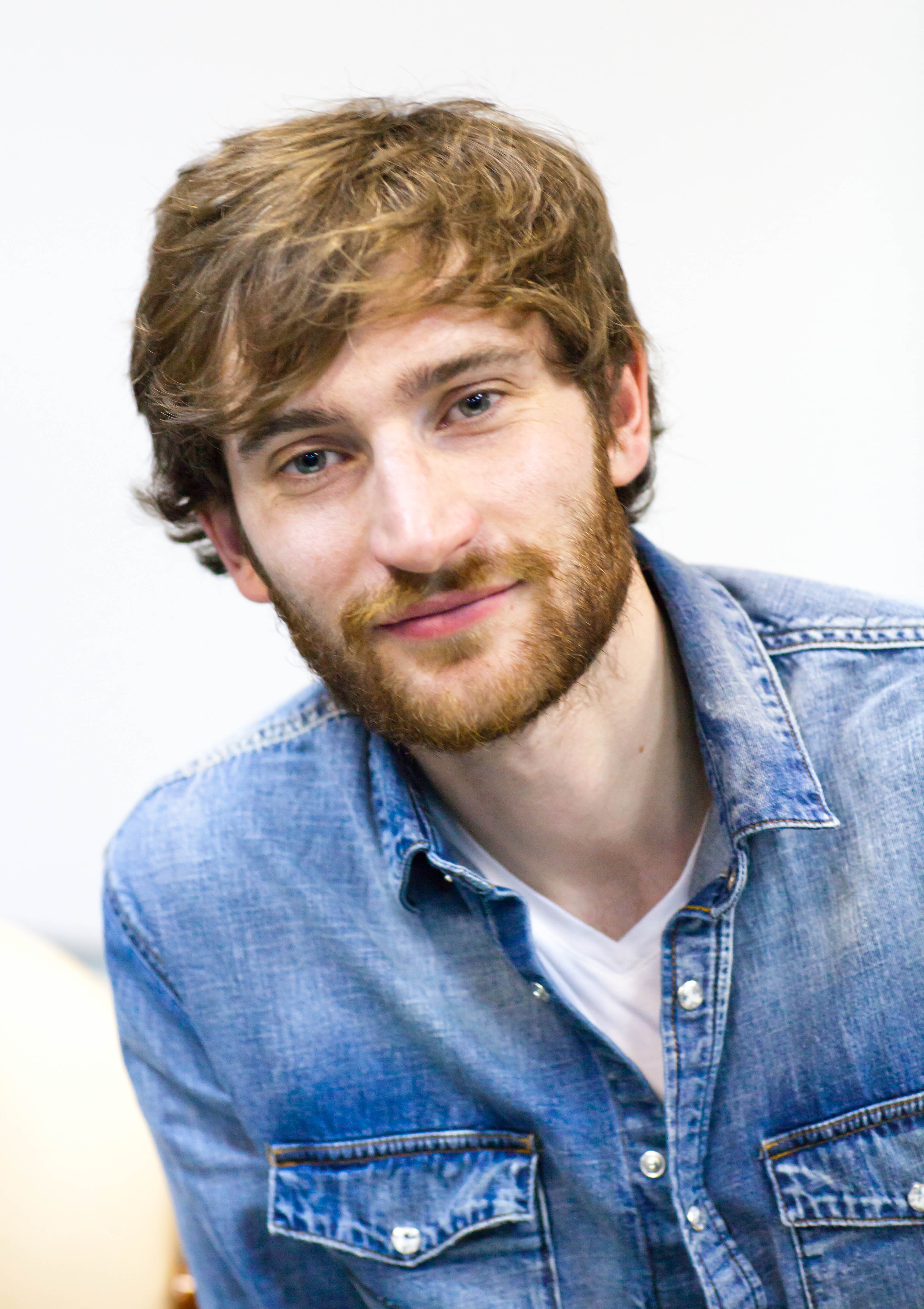
François-Henri Désérable (2019)

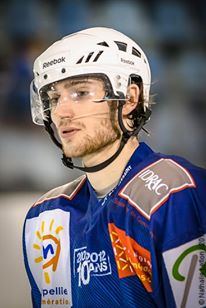
François-Henri Désérable (2013)

François-Henri Désérable (geboren 6. Februar 1987 in Amiens) ist ein französischer Schriftsteller und ehemaliger Eishockeyspieler.

## Leben
François-Henri Désérable ist ein Sohn eines Eishockeyspielers, der zeitweise Trainer und auch Präsident seines Vereins Gothiques d’Amiens war. Er begann als Jugendlicher bei den Gothiques, bei denen er 2007 zu einem Einsatz in der Ligue Magnus kam. Er spielte bis 2016 mit verschiedenen Profimannschaften in der dritthöchsten und mit dem Verein Vipers de Montpellier in den Spielzeiten 2012/13 und 2013/14 in der zweithöchsten Liga. Er wurde auf einer Abwehrposition eingesetzt. Seine Aktivenzeit schloss er 2016 in Paris bei Français Volants ab. 
Désérable ging als Student zunächst an die Universität Montpellier, um in Montpellier bei den Vipers spielen zu können. Er studierte danach Jura und Sprachen an der Université de Picardie Jules Verne und an der Universität Lyon III und schrieb beim Europarechtler Cyril Nourissat seine Abschlussarbeit unter dem Titel L'exécution des sentences arbitrales face à l'immunité d'exécution des États. 
Désérable kam eigenen Angaben zufolge durch die Lektüre von Albert Cohens Roman Die Schöne des Herrn zum Schreiben, das er als eines der lustigsten Bücher bezeichnete, die er je gelesen habe. Für den Band Tu montreras ma tête au peuple, in dem zehn Menschen zu Wort kommen, die in der Französischen Revolution zur Guillotine geführt werden, erhielt er den von der Académie française vergebenen Prix Amic sowie den Prix littéraire de la Vocation und weitere Förderpreise. Der 2017 veröffentlichte Roman Ein gewisser Monsieur Piekielny über einen mysteriösen Nachbarn Romain Garys gelangte in die Auswahl der wichtigsten französischen Literaturpreise, blieb aber unprämiert.
Im Jahr 2021 bekam Désérables Roman Mon maître et mon vainqueur den Grand Prix du Roman der Académie française. Das humorvolle Werk handelt von einem Autor, der nach der Verhaftung seines besten Freundes von einem Ermittlungsrichter vorgeladen wird. Das Buch erinnerte die französische Fachkritik an Tanguy Viels Werk Selbstjustiz.

## Werke (Auswahl)
- Tu montreras ma tête au peuple. Zehn Geschichten. Paris: Gallimard, 2013.
- Évariste. Paris: Gallimard, 2015 (über Évariste Galois).
- (Hrsg. und Vorwort): Charles Henri Sanson: Sept générations d'exécuteurs : mémoires des Sanson. Paris: Perrin, 2015.
- Un certain M. Piekielny. Paris: Gallimard, 2017 ISBN 9782072741418 (über Romain Gary).
  - Ein gewisser Monsieur Piekielny. Roman. Übersetzung Sabine Herting. München: Beck, 2018 ISBN 9783406727627.
- Mon maître et mon vainqueur. Paris: Gallimard, 2021 ISBN 9782072900945.
  - Mein Meister und Bezwinger: Roman. Übersetzung Claudia Steinitz; Tobias Scheffel. Zürich: Rotpunktverlag, 2023.
- L'Usure d'un monde. Paris: Gallimard, 2023.